# Ernage
Ernage (en wallon Ernadje) est un village et une section de la ville belge de Gembloux située en Région wallonne dans la province de Namur. Ernage se trouve en Hesbaye à l'extrême Nord de la province. Elle fut fusionnée avec Gembloux en 1964.

## Origine du nom
Errnage dérive de Asnatgia et proviendrait de la latinisation d’un mot collectif d’origine germanique tiré de ast et signifiant soit branche, soit sol cultivé.

## Géographie

### Situation géographique
Ernage occupe des bas-plateaux aux sols limoneux et épais bien drainés naturellement. Leur fertilité les rend aptes à la culture des céréales et de la betterave sucrière. Par ses petits rus, Ernage appartient au bassin de l'Escaut. Certaines eaux de ruissellement qui proviennent de terrains situés à l’est de la localité appartiennent au bassin de la Meuse. L’altitude varie à Ernage de 148 m à 168,75 m.
L'accès au village peut se faire :
- en voiture/moto et à pied par la Nationale 4 Bruxelles-Namur ;
- en bus TEC par la ligne 25 Jodoigne-Gembloux ;
- en train SNCB par la ligne 161 Bruxelles-Namur via la gare d'Ernage.

## Histoire
La première mention d’Ernage se rencontre dans la charte que le roi des Germains, Otton Ier octroya en 946 à l’abbaye bénédictine de Gembloux. Il y est stipulé que le chevalier Wicbertus, le futur saint Guibert, avait accordé au monastère qu’il avait fondé ses propriétés personnelles dans la villa d’Ernage, sauf un demi-manse qu’il avait octroyé à sa sœur Reynuilde. La situation exacte de cette exploitation agricole du bas Moyen Âge ne peut être déterminée avec précision.
Au début du IXe siècle une partie d'Ernage (Asnatgia) appartenait au patrimoine d'un certain Rouin (Rothing), qui la donna en douaire à son épouse Gile (Gisla). Cette dernière en fit don à l'abbaye de Gembloux que venait de fonder son petit-fils saint Guibert (Wichpert). La donation est entérinée en 946 par une charte d'Othon Ier du Saint-Empire.
Au cours de l’Ancien Régime, Ernage fit partie de la terre de Gembloux érigée officiellement en comté au cours du XVIe siècle. Dès lors, l’histoire du village se confond en grande partie avec celle de Gembloux. À la suite de l’annexion des anciens Pays-Bas autrichiens à la France en 1795, Ernage devint une commune du canton de Gembloux dans le département de Sambre-et-Meuse.
Les 14 et 15 mai 1940, Ernage se retrouva au cœur de la Manœuvre Dyle qui opposa la 1re Armée Française aux deux divisions blindées du 16e Corps d’Armée Allemand. La voie ferrée Bruxelles-Namur constituait l’unique obstacle susceptible de briser l’élan des blindés allemands.
Au 1er janvier 1965, Ernage perdit son statut de commune indépendante et rejoignit celle de Gembloux.

## Liste des bourgmestres de 1830 à 1964
- Robert Marchal, de 1963 à 1964, (PSC).

## Patrimoine et culture

### Patrimoine architectural

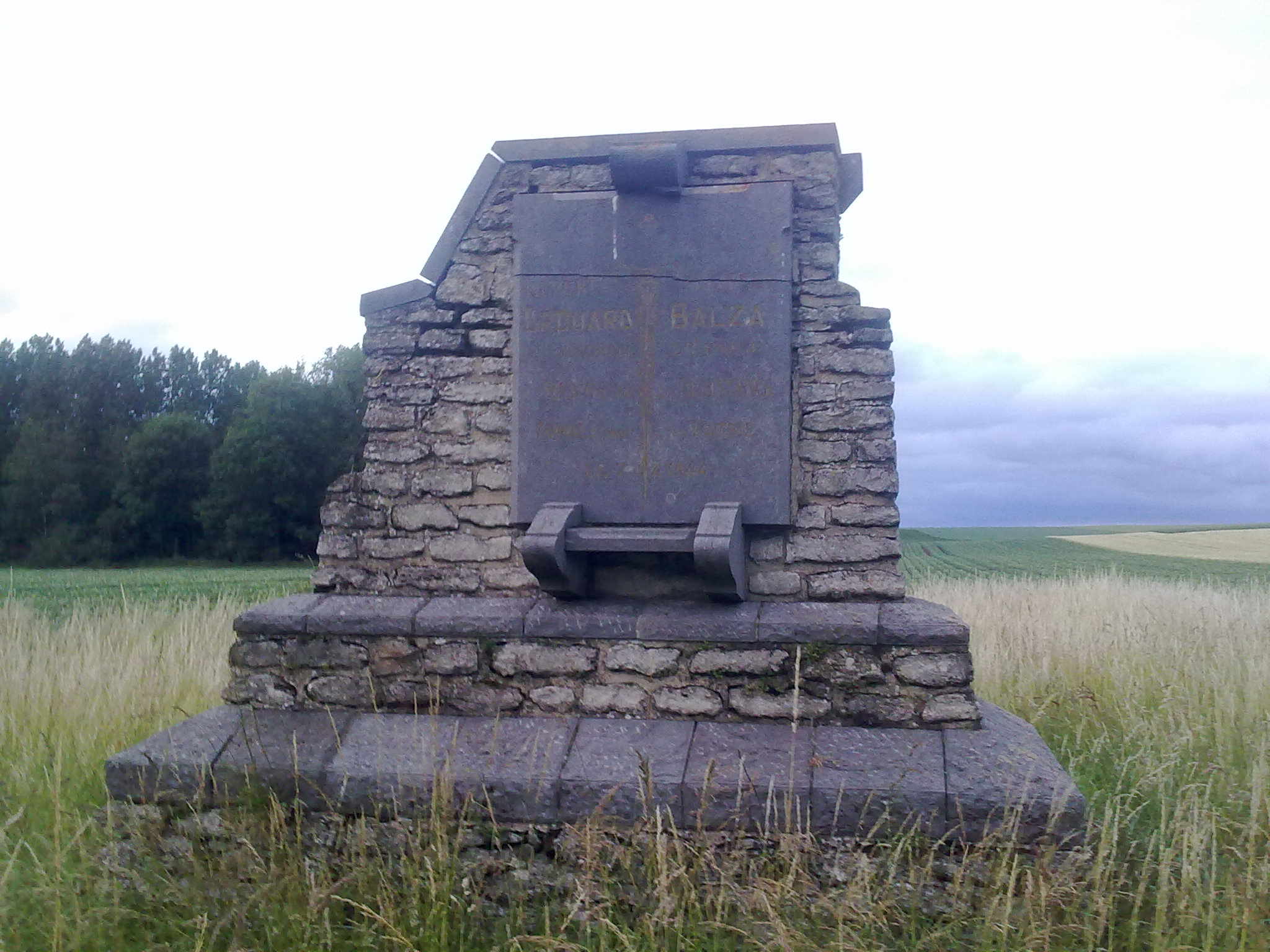
Cénotaphe en mémoire des résistants Georges Balza d'Ernage et Albert Drouard de Sauvenière, abattus le 7 septembre 1944. Nationale 4, km32, Nil Saint-Vincent.

- L’église Saint-Barthélemy date du dernier quart du XVIIIe siècle en ce qui concerne trois travées de nefs de style classique, tandis que les autres travées et le chœur furent construits dans le même style en 1827. L’édifice possède à l’ouest une tour romane en grès schisteux. Bâtie aux XIe et XIIe siècles sur un plan carré, elle comporte trois niveaux. Sous un oculus à clés de 1905, son porche en pierre bleue surmonté d’un linteau droit date seulement du XIXe siècle[3].
- À l’extrémité méridionale du village, la ferme de Sart-Ernage forme un quadrilatère en pleine campagne qui appartint, sous l’Ancien Régime, à l’abbaye de Gembloux. La plus grande partie des bâtiments datent des XIXe et XXe siècles[3]. Des dépendances du XVIIIe siècle, dont une grange en long, dont le portail sud est jumelé avec celui du porche, sont cependant conservées.
- La maison solaire.
- L'Arbre de la Campagne du Diquet, et d'autres arbres remarquables.
- Le ruisseau Ernage qui prend sa source dans le bosquet de la Campagne du Diquet.
- Les nombreuses chapelles, potales et la statue de la Sainte Vierge.
- Le lieu historique de la bataille de Gembloux (Seconde Guerre mondiale).